# Psammophis jallae
Espèce
Psammophis jallae est une espèce de serpents de la famille des Lamprophiidae. 

## Répartition
Cette espèce se rencontre :
- dans le sud de la République démocratique du Congo ;
- au Zimbabwe ;
- dans l'ouest de la Zambie ;
- dans le nord-est de l'Afrique du Sud ;
- au Botswana ;
- dans le nord-est de la Namibie ;
- dans le sud-est de l'Angola.

## Étymologie
Cette espèce est nommée en l'honneur du missionnaire italien Luigi Jalla.

## Publication originale
- Peracca, 1896 : Retili et Anfibi raccolti a Kazungula e sulla strada da Kazungula a Buluwaio dal Rev. Luigi Jalla, Missionario Valdese nell’ alto Zambese. Bollettino dei musei di zoologia ed anatomia comparata della R. Università di Torino, vol. 11, n. 255, p. 1-4 (texte intégral).